# Robert Moffat

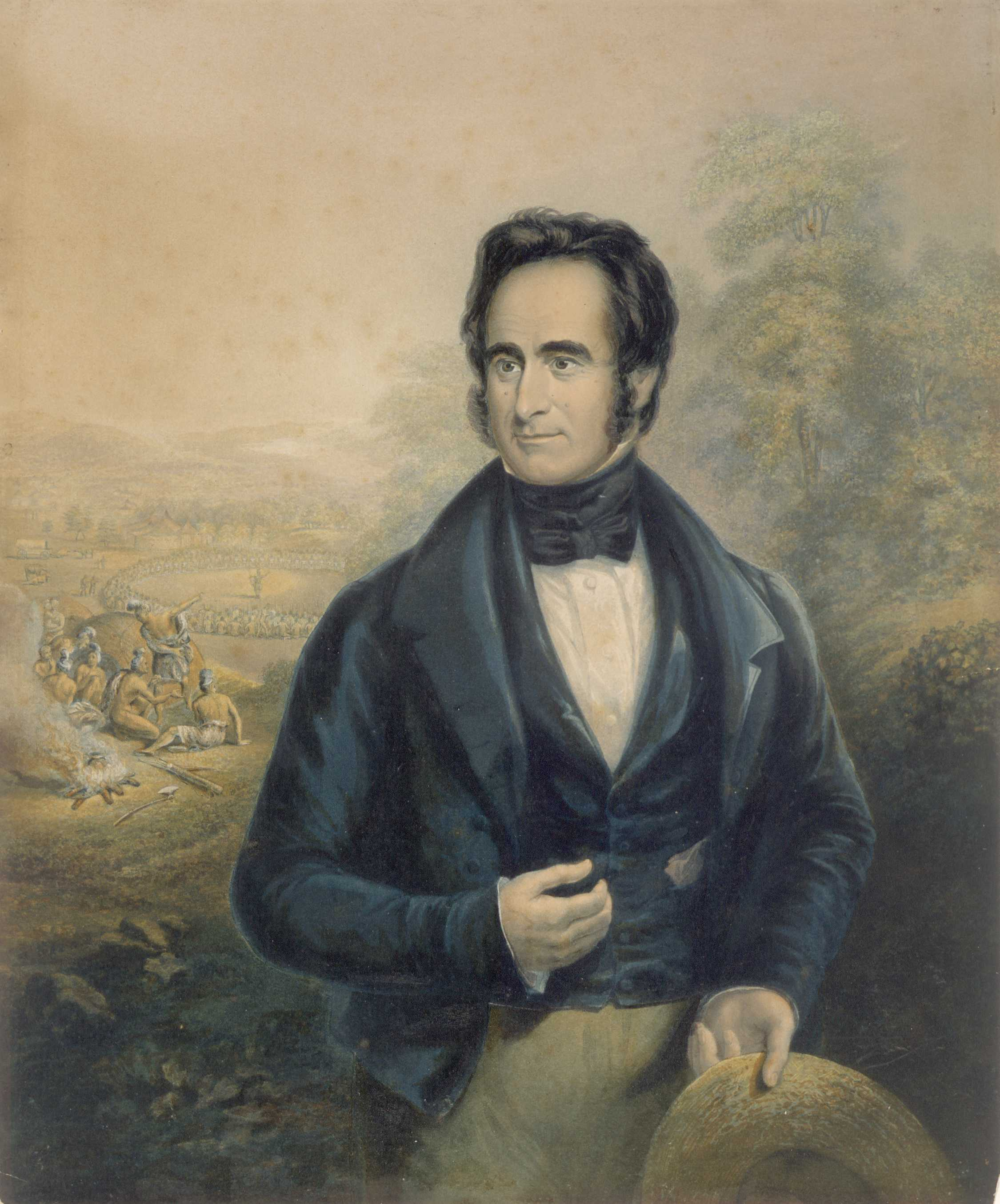
Ritratto di George Baxter, 1843

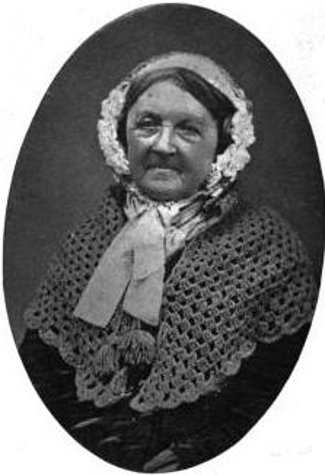
Mary Smith

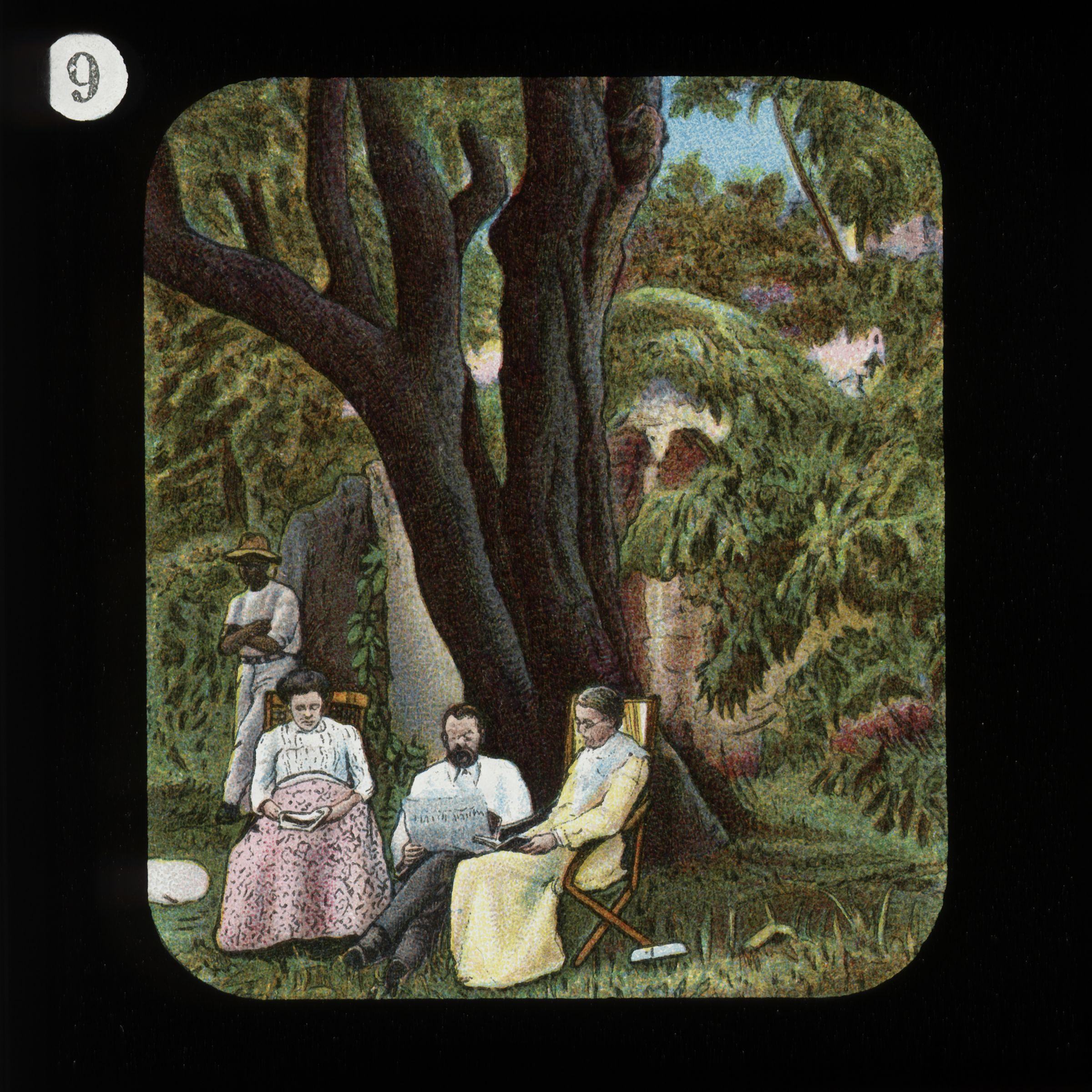
Robert Moffat seduto sotto un mandorlo a Kuruman con sua moglie e la figlia maggiore Mary. (National Portrait Gallery (Londra))

Robert Moffat (East Lothian (Ormiston), 21 dicembre 1795 – Kent (Leigh), 9 agosto 1883) è stato un missionario scozzese congregazionalista in Africa, suocero di David Livingstone e primo traduttore della Bibbia in lingua setswana.

## Biografia
Moffat nacque da umile famiglia a Ormiston, nell'East Lothian. Per trovare un impiego si trasferì a sud in Cheshire, in Inghilterra, come giardiniere. Nel 1814, mentre lavorava alla West Hall, High Legh nel Cheshire, incontrò difficoltà con il suo datore di lavoro a causa delle sue simpatie metodiste. Per un breve periodo, dopo essersi rivolto con successo alla London Missionary Society (LMS) per diventare un missionario oltreoceano, accettò un incarico temporaneo come agricoltore, presso Plantation Farm a Dukinfield (dove incontrò la sua futura moglie). Il lavoro era stato trovato per lui da William Roby, che tenne Moffat sotto la sua ala per un anno.
Nel settembre 1816 Moffat fu formalmente incaricato alla Surrey Chapel di Londra come missionario di LMS (lo stesso giorno di John Williams) e fu inviato in Sudafrica. La sua fidanzata Mary Smith (1795-1870) poté unirsi a lui tre anni dopo, dopo essere tornato a Città del Capo dal Namaqualand.

## Partenza da Città del Capo
Nel 1820 Moffat e sua moglie lasciarono il Capo e si recarono a Griquatown, dove nacque la loro figlia Mary (che in seguito avrebbe sposato David Livingstone). In seguito la famiglia si stabilì a Kuruman, a nord del fiume Vaal, tra i Batswana. Qui vissero e lavorarono con passione per la causa missionaria, sopportando molte difficoltà. Una volta stette per giorni senza acqua e la sua bocca divenne così secca che non riusciva a parlare. Spesso si legava lo stomaco per aiutarlo a sopportare il digiuno quando non riusciva a trovare da mangiare. Durante questo periodo Robert Moffat viaggiò spesso nelle regioni limitrofe a nord del paese dei Matabele. Comunicò i risultati di questi viaggi alla Royal Geographical Society (Diario 25-38 e Procedura Ii). Mentre era in congedo in Gran Bretagna (1839-43) fu pubblicato un resoconto dell'esperienza della famiglia, Missionary Labours and Scenes in South Africa (1842). Tradusse l'intera Bibbia e The Pilgrim's Progress in Setswana. Oltre alla sua prima formazione come giardiniere e agricoltore, e in seguito come scrittore, Moffat sviluppò abilità nella costruzione, falegnameria, stampa e come fabbro.

## Una grande famiglia
Robert e Mary Moffat ebbero dieci figli: Mary (che sposò David Livingstone), Ann, Robert (che morì da bambino), Robert (che morì all'età di 36 anni, lasciando un lavoro incompleto, ma pubblicato, sulla lingua degli Setswana), Helen, Elizabeth (anch'ella morta da bambina), James, John, Elizabeth e Jean. Il loro figlio John Smith Moffat divenne un missionario dell'LMS e assunse la direzione della missione a Kuruman prima di entrare nel servizio coloniale. Il loro nipote Howard Unwin Moffat divenne un primo ministro della Rhodesia Meridionale. Mary precedette Robert nella morte nel 1870, a casa in Inghilterra, dove erano tornati a causa della salute precaria. Negli ultimi dodici anni della sua vita, Robert parlò in tutta l'Inghilterra, cercando di suscitare interesse per il lavoro missionario. Fu presentato alla regina Vittoria due volte su richiesta della regina stessa e fu presentato con un titolo di Dottore in Teologia dell'Università di Edimburgo.
Robert Moffat morì a Leigh, vicino a Tunbridge Wells, il 9 agosto 1883 ed è sepolto nel cimitero di West Norwood. Un monumento commemorativo, pagato con una sottoscrizione pubblica, fu eretto nel suo luogo di nascita nel 1885.

## Eredità
- I residenti di High Legh organizzano un memoriale di Robert Moffat lungo 10 km che inizia e finisce nel suo cottage.
- Il suo lavoro di stampa in Kuruman fu aiutato da una pressa manuale di ferro portata a Città del Capo nel 1825 e portata a Kuruman nel 1831. Il reverendo Moffat la utilizzò fino al 1870 quando si ritirò, dopodiché fu rilevata da William Aston e AJ Gould e fu in uso fino al 1882. Nel 1918 fu portata alla biblioteca pubblica di Kimberley dove rimase[5] fino a quando non fu restituita alla Missione Moffat di Kuruman nel 1996. È tornata in uso occasionalmente per la stampa di documenti commemorativi.[6]

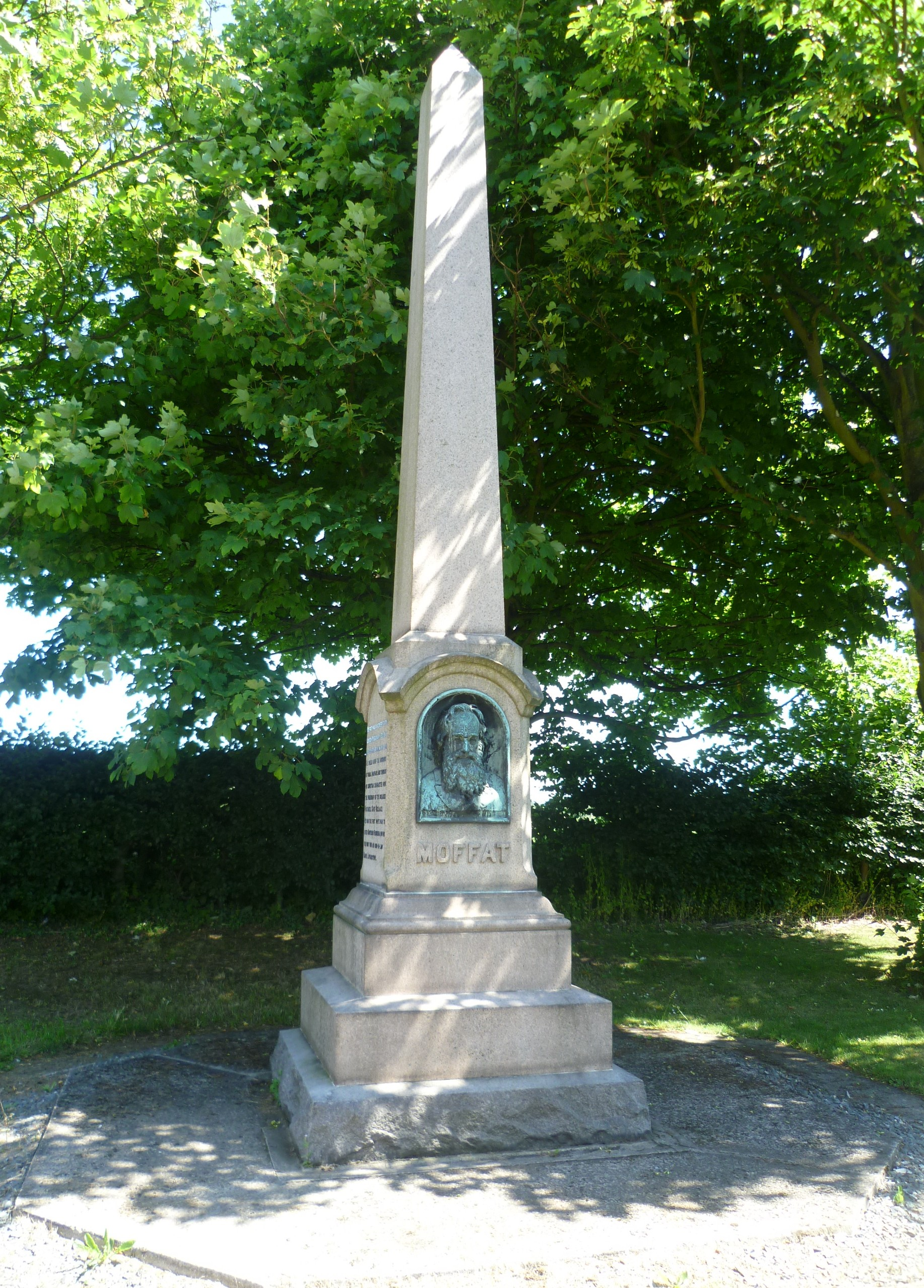
Il monumento a Robert Moffat, Ormiston, East Lothian

## Opere
- Robert Moffat (1826) A Bechuana Catechism, with Translations of the Third Chapter of the Gospel by John, The Lord's Prayer and Other Passages of Scripture
- Robert Moffat (1830) Evangelia kotsa mahuku a molemo a kuariloeng ki Luka (Tswana)
- Robert Moffat (1831) Lihela tsa tuto le puluko tsa Yesu Kereste (Tswana)
- Robert Moffat  (1838) Lihela tsa tihelo ea Morimo; tse ri kuariloeng mo puong ea Secuana (Tswana hymn book)
- Robert Moffat  (1842) Missionary Labours and Scenes in Southern Africa
- Robert Moffat (1843) Lihela tsa tihélo ea Morimo (Tswana)
- Robert Moffat (1844) Scenes and Adventures in Africa
- Robert Moffat (1846) The Gospel Among the Bechuanas and Other Tribes of Southern Africa
- Robert Moffat (1869) The White Foreigners from over the Water